# Attila Sassy
Attila Sassy (* 17. Oktober 1880 in Miskolc; † 11. Oktober 1967 in Budapest) war ein ungarischer Maler und Grafiker.

## Leben

### Künstlerische Anfänge, 1898
Attila Sassy begann 1898 seine künstlerische Ausbildung in der Privatschule von Károly Ferenczy.

### Studium in München und Paris, 1904–1906
1904 ging er nach München zu Anton Ažbe, wo er die „Naß-in-Naß-Malerei“, in die man „immer wieder hereinmalen und korrigieren“ kann, erlernte.
Im Sommer 1905 war er in der Künstlerkolonie von Nagybánya tätig.
1906 hielt er sich wieder in seinem Heimatort Miskolc auf, wo er die Gedichtsammlungen der Schriftstellerin Margit Kaffka illustrierte. Im gleichen Jahr kehrte er nach München zu Ažbe zurück und ging dann nach Paris an die Académie Julian zu Jean-Paul Laurens und Lucien Simon.

### Sassy, ein früher Verfechter des Cloisonismus, 1907/08
Unter den Ažbe-Schülern war Sassy ein früher Verfechter der cloisonnistischen Malerei.
In Paris griff er die Flächenmalerei der Gauguin-Schüler von Pont Aven und der Nabis auf. Sein „Akt mit schwarzen Strümpfen“ lässt sich stilistisch vielen französischen Beispielen zur Seite stellen. Mit dem Nabi Maurice Denis, der einmal sagte: „Die Synthesen der japanischen dekorativen Maler genügen nicht, um unseren Durst nach Vereinfachung zu stillen“, scheint Sassy der Drang verbunden zu haben, weitere Quellen zur Flächenmalerei aufzuspüren.
Sein „Porträt seines Bildhauerfreundes Ferenc Medgyessy“ ist ein cloisonnistisches Bild von geradezu archaischer Strenge. Es ist ein beredtes Zeugnis dafür, dass aufgeschlossene Maler der verschiedensten Nationen nahezu wissenschaftlich typologische Recherchen anstellten, um den neuen Stil in der Kunst großer Weltkulturen begründen zu können. Den Schlüssel zu dem Gemälde liefert in diesem Fall ein Bildzitat aus der ägyptischen Kunst, nämlich die Darstellung der Gottheit Isis. Sie findet sich als „Bild im Bild“ auf dem Hintergrund seines Gemäldes und wird von Brustbild seines Künstlerfreundes Ferenc Medgyessy überschnitten.
Mit der Berufung auf die ägyptische Kunst im Zusammenhang mit dem Cloisonnismus griff Sassy Tendenzen auf, die schon um 1870 einmal durch Peter Lenz in der Beuroner Kunstschule praktiziert wurden. Vor Sassy hatte sich zum Beispiel auch schon Paula Modersohn-Becker durch ägyptische Vorbilder anregen lassen. Vier Jahre nach Sassy war es dann Franz Marc, der sich in besonderer Weise von der ägyptischen Kunst angezogen fühlte.
Sassy verarbeitete nahezu alle wesentlichen Stilelemente der ägypti-schen Kunst in seinem Porträt mit einer Konsequenz, die über die der Adaption des Japanischen beispielsweise durch van Gogh, Gauguin oder Jawlensky hinausgeht. Dementsprechend leblos wirkt das Porträt in seiner Flächenhaftigkeit. In scharfem Profil zeigt der Maler die Gesichter der Göttin Isis und des Bildhauers Medgyessy. Die Parallelität erlaubt keine Blickbeziehung. Die ungewöhnliche Gerichtetheit von rechts nach links fängt Sassy in raffinierter Weise ins Bild zurück durch das kompositorische Element der Diagonalen, die von Medgyessys Ellenbogen, den Unterarm hinauf über die Kontur der Nase und Stirn zum oberen Bildrand führt. Die ursprüngliche Bewegung kommt dadurch zum Stillstand und verleiht dem Bild einen Gesamtcharakter von Strenge und Starrheit. Dazu trägt auch bei, dass es keine Verschränkungen ins Bild hinein gibt, die dessen Flächigkeit aufbrechen könnten. Die Schultern und Arme sind dagegen ganz nach ägyptischer Art en face dargestellt. Verkürzungen, die den Eindruck von Plastizität aufkommen lassen würden, sind vermieden   allerdings mit einer Ausnahme: Das Vogelauge der Isis übertrug Sassy nicht auf seinen Freund. Durch die Überschneidung des Bildhauers mit der Darstellung der Göttin entsteht darüber hinaus im Bild der Eindruck von parallelen Flächen, wie bei übereinandergelegten Folien, die die Vorstellung von Räumlichkeit eliminieren.
Die Direktheit, mit der Sassy die ägyptische Göttin Isis in sein Bild ein-brachte und damit ohne Umschweife die Quelle seiner künstlerischen Inspiration verriet, ist bei Künstlern seiner Zeit selten. Zwar führt er eine Tradition weiter, die von Whistler bis van Gogh für die Übernahme japanischer Motive als Zitat in der westeuropäischen Kunst immer wieder anzutreffen ist. Jedoch ist sein „Porträt des Bildhauerfreundes Ferenc Medgyessy“ ein äußerst rares Dokument, das die moderne cloisonnistische Flächenmalerei durch die ägyptische Kunst zu legitimieren versucht.

### Ausstellungen, nach 1808
1908 übersiedelte er nach Budapest und studierte beim Bildhauer Ferenczy an der Hochschule für bildende Künste. Eine rege Ausstellungstätigkeit begann er 1908 im Nationalsalon. Seine erste Einzelausstellung fand 1910 statt, seine letzte 1943.